# Gleichstrom-Gegenstrom-Regenerativofen
Der Gleichstrom-Gegenstrom-Regenerativofen (kurz GGR), nach bedeutenden Entwicklern bzw. Herstellern auch Maerzofen, Schmid-Hofer-Ofen oder Wopfinger Ofen, ist eine Anlage zum Brennen von Kalkstein zu Brandkalk. Der Ofen besteht aus zwei bis drei Schächten, die mit einem Überstromkanal verbunden sind. Dabei werden die Verbrennungsgase des ersten Schachts in den zweiten und dritten Schacht eingeleitet und für die Vorwärmung des dort zu brennenden Kalksteins verwendet. Der Wirkungsgrad eines GGR beträgt über 80 % und liegt so um mindestens 15 % höher als der anderer in der Industrie verwendeter Kalköfen, trägt also zur Verminderung des Kohlendioxidausstoßes bei. Als Brennstoff können, je nach Anlage, Gas, Öl, oder auch feste Brennstoffe dienen. Der maximale Tagesdurchsatz eines durchschnittlichen Ofens beträgt 400 Tonnen Kalkstein.
Entwickelt wurde diese Technologie in den 1950er Jahren von der Firma Wopfinger Baustoffindustrie. Mit Stand 2006 sind weltweit etwa 350 Öfen dieser Art in Betrieb, die meisten stammen von der Schweizer Ofenbaufirma Maerz Ofenbau.